# آب‌انبار حاجی‌آبادی
آب‌انبار حاجی‌آبادی مربوط به دوره قاجار است و در استهبان، ابتدای جاده استهبان به شیراز، سمت راست جاده، جنب کشتارگاه واقع شده و این اثر در تاریخ ۱۵ دی ۱۳۸۷ با شمارهٔ ثبت ۲۴۱۹۹ به‌عنوان یکی از آثار ملی ایران به ثبت رسیده است.